# Martine Aubry

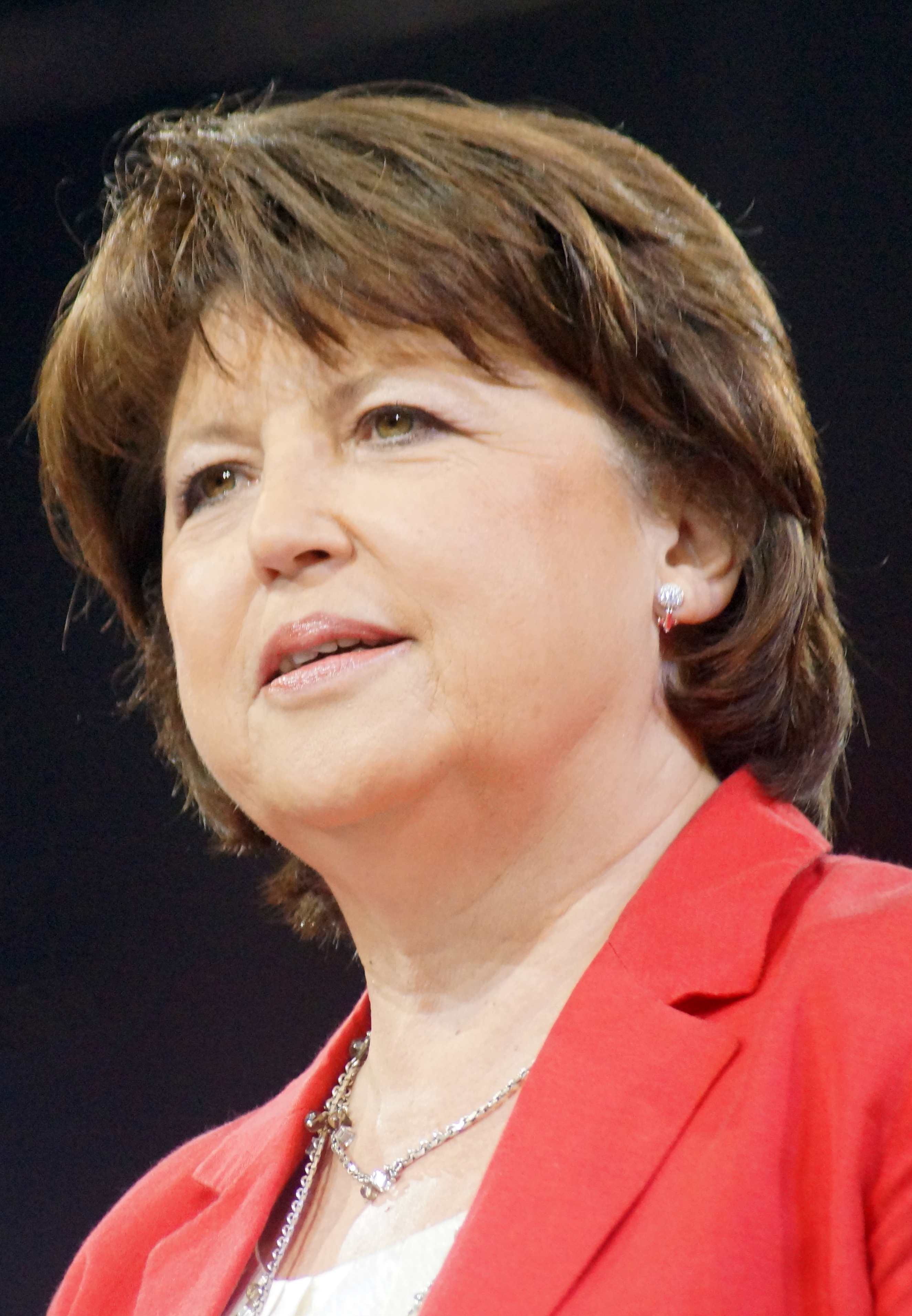
Martine Aubry

Martine Aubry (* 8. August 1950 in Paris als Martine Delors) ist eine französische Politikerin der Parti socialiste (PS). Sie ist seit März 2001 Bürgermeisterin von Lille und war von November 2008 bis Oktober 2012 erste Sekretärin (Parteivorsitzende) der PS.

## Familie, Ausbildung und Berufstätigkeit
Martine Aubry ist die Tochter des französischen Politikers und ehemaligen EU-Kommissionspräsidenten Jacques Delors.
Aubry besuchte nach ihrer Schulzeit am Lycée Paul-Valéry in Paris zwei Elitehochschulen: 1972 schloss sie ihr Studium am Sciences Po ab und wechselte zur École nationale d’administration (ENA), die sie mit der Abschlussklasse Léon Blum verließ. Zur gleichen Zeit wurde sie in den Reihen der Gewerkschaft CFDT aktiv.
Nach ihren Hochschulabschlüssen folgten erste Posten im Ministerium für Arbeit und Soziale Angelegenheiten unter Jean Auroux – sie war an der Ausarbeitung der Gesetze von Auroux maßgebend beteiligt – und Pierre Bérégovoy, sowie im Staatsrat und ab 1978 Lehrtätigkeiten an der ENA, bevor sie von 1989 bis 1991 in die Unternehmensgruppe Pechiney eintrat und nach Jean Gandois stellvertretende Vorsitzende wurde.
Aubry heiratete 1973 Xavier Aubry, mit dem sie eine Tochter hat. Den Namen Aubry behielt sie auch nach der Scheidung bei. Am 20. März 2004 ging sie mit Jean-Louis Brochen, einem Anwalt aus Lille, eine zweite Ehe ein.

## Politische Karriere

### Anfänge
Aubry trat 1974 der Parti socialiste bei. Erste politische Erfahrungen sammelte sie als Mitarbeiterin im Ministerium für Arbeit und Soziales.
1991 wurde sie von Édith Cresson zur Ministerin für Arbeit und Berufliche Bildung ernannt und in der Folgeregierung unter Pierre Bérégovoy in diesem Amt bestätigt. Nachdem die Regierungsmacht wieder in die Hände der rechtsgerichteten Parteien gefallen war, gründete sie ihre Stiftung Agir contre l’exclusion (FACE) und wurde 1995 von Pierre Mauroy als seine Stellvertreterin in das Rathaus von Lille gerufen.
Manche Beobachter sahen 1995 in dem Verzicht ihres Vaters als Kandidat zur Präsidentschaft anzutreten, den Wunsch, der Karriere seiner eigenen Tochter nicht im Wege zu stehen. Lionel Jospin, dem stattdessen von der Partei diese Rolle angetragen wurde, fand Verwendung für sie als Pressesprecherin seiner Kampagne. Als er nach seiner Niederlage erneut zum Parteisekretär gekürt wurde, beabsichtigte er, Martine Aubry zu seiner Stellvertreterin wählen zu lassen, diese lehnte allerdings das Angebot ab.

### Ministerin im Kabinett Jospin
Nach dem Sieg der Gauche plurielle (1997) und ihrer damit verbundenen Wahl zur Abgeordneten für das Département Nord übernahm sie im Kabinett Jospin den Posten der 'Ministerin für Arbeit und Solidarität'. Zugeschrieben werden ihr in dieser Position maßgebliche Verdienste um die Realisierung des bedeutendsten Wahlversprechens des Premierministers, dem Kampf gegen Arbeitslosigkeit und die Schaffung neuer Arbeitsplätze. Diesbezüglich setzte sie mehrere Maßnahmen durch, insbesondere die Einführung der 35-Stunden-Woche. Letztere Maßnahme, die aus den Reihen der Rechten und der Arbeitgeber heftig kritisiert wurde, löste eine lebhafte Debatte aus. Verfechter der Maßnahme wie Aubry wiesen auf die zusätzlichen Arbeitsplätze hin, die durch die Kürzung der Beschäftigungszeit pro Kopf entstanden. Auch argumentierten sie mit dem damit verbundenen gesellschaftlichen Wandel wie auch mit der Verbesserung der Arbeitsbedingungen durch den Zugewinn an Freizeit. Gegner sahen in der Maßnahme hingegen ein Hemmnis für die Wettbewerbsfähigkeit Frankreichs. Sie befürchteten deshalb, der Ruin einer großen Zahl kleiner und mittlerer Unternehmen werde herbeigeführt.
Ferner wurde der Vorwurf laut, das Projekt sei voreilig ohne ausreichende Absprache mit den Sozialpartnern durchgeführt worden und mit Zwangsmaßnahmen verbunden gewesen. De facto wurde bei der Einführung der 35-Stunden-Woche auf eine neue Form der Gesetzgebung zurückgegriffen: Ein erstes Gesetz, das am 12. Juni 1998 verabschiedet wurde, gab Leitlinien und Prinzipien auf der Grundlage einer freiwilligen Verpflichtung der Sozialpartner vor. Hierauf folgte ein zweites Gesetz, das ab dem 1. Januar 2000 die 35-Stunden-Woche verbindlich festsetzte und auf mehr als hunderttausend Übereinkünften auf Ebene der Betriebe und Branchen beruhte. Flankiert wurde die Begrenzung der maximalen Wochenarbeitszeit durch die Emplois-jeunes-Maßnahmen, die Jugendlichen den Weg in den Arbeitsmarkt ebnen sollten, durch ein Gesetz zur Vermeidung von Ausgrenzung sowie durch individuelle Zuwendungen, um die Unabhängigkeit bedürftiger Senioren zu garantieren. Mit Einführung der Couverture maladie universelle (CMU) kamen zudem erstmals alle Bürger in den Genuss einer allgemeinen Krankenversicherung.

### Bürgermeisterin von Lille und Vorsitzende des PS
2000 gründete Aubry einen Club namens 'Réformer' zur Reflexion über das politische Geschehen. Gleichzeitig trat sie aus der Regierung aus, um sich der Kampagne für die Kommunalwahlen intensiver zu widmen. Bei diesen kandidierte sie für die Nachfolge Pierre Mauroys als Bürgermeisterin von Lille. Ihr gelang es, das Amt zu erringen, wohingegen andere prominente Persönlichkeiten der Parti Socialiste, wie Jack Lang oder Élisabeth Guigou, mit ihren Bürgermeister-Kandidaturen scheiterten. Nach den Niederlagen der Parti Socialiste sowohl bei den Präsidentschaftswahlen 2002 als auch bei den Wahlen zur Nationalversammlung im Juni 2002 konzentrierte sie sich auf ihre Arbeit im Rathaus von Lille.
Im Dezember 2004 schloss sie sich wieder der Führung der Parti Socialiste an und war neben Dominique Strauss-Kahn und Jack Lang dafür verantwortlich, ein Programm und Konzept im Hinblick auf die Wahlen 2007 auszuarbeiten.
Als Bürgermeisterin von Lille trug sie zu erheblichen Veränderungen des Stadtbildes bei, vorwiegend mit dem Projekt Lille 2004, das innerhalb eines Jahres mehr als 9 Millionen Besucher in die Stadt lockte, während diese Kulturhauptstadt Europas war.
Im November 2008 kandidierte Aubry im Anschluss an den Parteitag von Reims für den Posten der ersten Sekretärin (Vorsitzende) der Parti Socialiste. Sie entschied die Urwahl im zweiten Wahlgang mit einem Vorsprung von knapp 100 Stimmen (50,04 Prozent) gegen Ségolène Royal für sich. Gegen ihre Unterstützer wurden Manipulationsvorwürfe erhoben. In die Parteiführung band sie weitere Strömungen ein, vor allem das Umfeld des Pariser Bürgermeisters Bertrand Delanoë und die Parteilinke um Benoît Hamon, womit es ihr gelang, die tief zerstrittene PS wieder zu stabilisieren.

### Niederlage im Rennen um die Präsidentschaft
Für die Präsidentschaftswahl 2012 galt es als sicher, dass Aubry zugunsten von Dominique Strauss-Kahn auf eine eigene Bewerbung für die Nominierung des Parti Socialiste verzichten würde. Nachdem Strauss-Kahn nach Vergewaltigungsvorwürfen aber auf eine Bewerbung verzichtete, erklärte Aubry ihre Kandidatur für die offenen Vorwahlen (Primaires citoyennes) des PS. In ihrer Kampagne sprach sie sich unter anderem dafür aus, langfristig aus der Kernenergienutzung auszusteigen. Bei den Vorwahlen erreichte sie mit 30 Prozent der Stimmen die Stichwahl, die sie aber gegen François Hollande verlor.
Hollande wurde am 6. Mai 2012 zum nächsten Präsident Frankreichs gewählt: Er gewann die Stichwahl gegen Amtsinhaber Nicolas Sarkozy. Aubry wurde nach dem Wahlsieg als mögliche Premierministerin und damit als eine Art Spitzenkandidatin für die Parlamentswahl im Juni 2012 gehandelt. Hollande entschied sich aber stattdessen für Jean-Marc Ayrault. Aubry erklärte daraufhin, nicht für ein anderes Regierungsamt zur Verfügung zu stehen. Auch das Amt als Première secretaire des PS gab sie in der Folge ab. Als ihren Nachfolger an der Parteispitze schlug Aubry am 12. September 2012 gemeinsam mit Premierminister Ayrault Harlem Désir vor. Dieser wurde am 18. Oktober offiziell gewählt, hatte aber bereits ab dem 17. September die Amtsgeschäfte übernommen.

### Nach dem Ausscheiden als Parteivorsitzende
Aubry betont seit ihrem Ausscheiden als Parteivorsitzende, sie konzentriere sich auf ihr Amt als Präsidentin der Agglomeration Lille und als Bürgermeisterin in Lille, wo sie 2014 erfolgreich für eine weitere Amtszeit kandidierte. Auf nationaler Ebene ist sie lediglich Mitglied des Parteivorstands (bureau national) des PS.
Aubry gilt allerdings weiterhin als eine einflussreiche Politikerin innerhalb des PS auf nationaler Ebene. Sie wurde Ende 2013 in den Medien als mögliche Kandidatin für das Amt der Premierministerin gehandelt, falls François Hollande die Regierung umbilden sollte. Bei der dann erfolgten Regierungsumbildung im März 2014 ging das Amt aber an Manuel Valls. In Umfragen wird sie als eine der beliebtesten Politiker der Linken bewertet.
Im November 2012 wurde gegen Aubry ein offizielles Ermittlungsverfahren wegen des Verdachts der fahrlässigen Körperverletzung und Tötung eingeleitet. Dabei wurde ihr vorgeworfen, in ihrer Zeit als Direktorin für Arbeitsbeziehungen im Arbeits- und Sozialministerium Anfang der 1980er Jahre unzureichende gesetzliche Schutzmaßnahmen für Arbeitnehmer vor Asbest geduldet zu haben, möglicherweise unter dem Einfluss einer Lobby-Organisation. Aubry wies die Vorwürfe zurück und betonte, sie sei damals genauso wie andere staatliche Institutionen der Auffassung gewesen, die getroffenen Schutzmaßnahmen seien ausreichend. Ende Februar 2013 beantragte die Pariser Generalstaatsanwaltschaft beim zuständigen Berufungsgericht die Einstellung des Verfahrens gegen Aubry und weitere Beschuldigte, entgegen der Position der zuständigen Ermittlungsrichterin. Am 17. Mai 2013 stellte das Berufungsgericht in Paris das Verfahren ein.
Ende 2014 forderte Aubry eine Änderung der Wirtschaftspolitik der Regierung Valls/Hollande und sprach sich für eine neue Sozialdemokratie ohne ökonomischen Liberalismus und Sozialliberalismus aus. Dies wurde als Unterstützung der frondeurs, der Opposition gegen Präsident und Premierminister innerhalb der Fraktion in der Assemblée national und der Partei, gewertet. Für den Kongress der Parti Socialiste in Poitiers schloss sie sich allerdings der Gruppe um den amtierenden ersten Sekretär Jean-Christophe Cambadélis an und nicht den frondeurs. Anfang 2016 veröffentlichte Aubry gemeinsam mit anderen einen Aufruf unter dem Titel Sortir de l’impasse (Ausweg aus der Sackgasse), der eine grundlegende Veränderung der politischen Ausrichtung der Linken gegenüber dem Kurs der Regierung Hollande/Valls forderte.
Aubry wurde als Bewerberin um eine Präsidentschaftskandidatur 2017 gehandelt, was sie selbst allerdings regelmäßig dementierte. Sie galt in Umfragen als eine Favoritin für die Vorwahlen der Sozialisten. Mitte August 2016 schloss sie eine Kandidatur definitiv aus.

## Ausbildung
- Schulzeit in einem Pensionat
- Abschluss einer Licence in Wirtschaftswissenschaften
- Absolventin des Institutes für Gesellschaftswissenschaften und Arbeit
- Absolventin des Institutes für politische Studien von Paris, im Jahre 1972
- Absolventin der ENA (von 1973 bis 1975), in der Abschlussklasse „Léon Blum“

## Laufbahn
- 1975–1979: Beauftragte unter dem Leiter des Büros für Beschäftigungsverhältnisse
- 1981: Ratgeberin in Fachfragen im Ministerium für Arbeit
- 1983: Stellvertretende Büroleiterin für den delegierten Minister für soziale Fragen im Ministerium für Arbeit
- 1984: Beauftragte im Ministerium für Soziale Angelegenheiten und Solidarität
- 1987: Berichterstatterin im Staatsrat
- 1989–1991: Stellvertretende Vorstandsvorsitzende der Unternehmensgruppe Péchiney, unter der Leitung von Jean Gandois, später Vorsitzender des CNPF
- 1991–1993: Ministerin für Arbeit und Ausbildung der Regierungen unter Édith Cresson und Pierre Bérégovoy
- 1993: Gründungsvorsitzende der Stiftung Agir contre l’exclusion (FACE)
- 1995: Stellvertretende Bürgermeisterin von Lille
- 1997: Abgeordnete für das Département Nord
- 1997–2000: Ministerin für Arbeit und Solidarität
- Seit 2001: Bürgermeisterin von Lille und Beauftragte für die Wirtschaftliche Entwicklung des Gemeindeverbandes, Vorsitzende des Institut Louis Pasteur der Stadt und Vorsitzende der Gruppe zur Organisation der Veranstaltungen anlässlich der Wahl von Lille zur Kulturhauptstadt Europas 2004
- 2008–2012: Première Secrétaire (Parteivorsitzende) der Parti Socialiste

## Veröffentlichungen
- Le choix d’agir, 1994 (Die Entscheidung zu handeln)
- Petit Dictionnaire pour lutter contre l’extrême-droite, 1994 (Kleines Lexikon im Kampf gegen den Rechtsextremismus)
- Il est grand temps, 1997 (Es ist höchste Zeit)
- Loi d’Orientation et d’Incitation à la Réduction du Temps de Travail, 1998 (Richtlinie und Empfehlung zur Reduzierung der Wochenarbeitszeit)
- C’est quoi la solidarité?, 2000 (Was heißt Solidarität?)
- L’important c’est la santé, 2003 (Die Bedeutung der Gesundheit)
- Culture Toujours, 2004 (Immer wieder Kultur)
- Une vision pour espérer, une volonté pour transformer, 2004 (Eine Vision der Hoffnung, Ein Wille zum Wandel)
- Un nouvel art de ville: le projet urbain de Lille, 2005 (Neuartige Städtische Kunst: Stadtplanungsprojekte in Lille)